# (5758) Brunini
(5758) Brunini – planetoida z grupy pasa głównego asteroid okrążająca Słońce w ciągu 3 lat i 135 dni w średniej odległości 2,25 j.a. Została odkryta 20 sierpnia 1976 roku w Obserwatorium Féliksa Aguilara przez Mario Cesco z zespołu El Leoncito Station. Nazwa planetoidy pochodzi od Adriána Bruniniego (ur. 1959), argentyńskiego astronoma, zajmującego się w La Plata Observatory badaniami nad formowaniem i ewolucją Układu Słonecznego. Przed nadaniem nazwy planetoida nosiła oznaczenie tymczasowe (5758) 1976 QZ1.